# Luis Fernández de Córdova
För den spanske guvernören i Chile, se Luis Fernández de Córdoba y Arce.

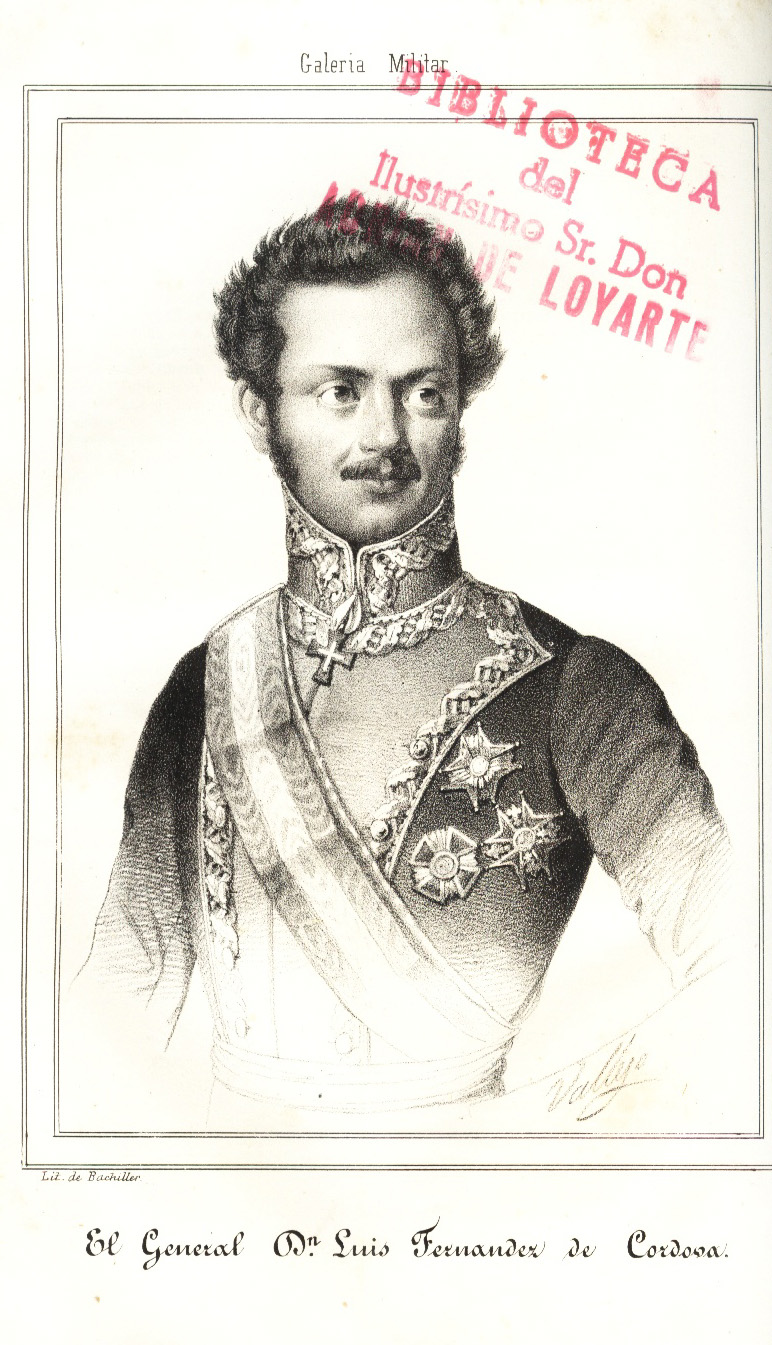
Luis Fernández de Córdova.

Luis Fernández de Córdova, född 2 augusti 1798 och död 22 april 1840, var en spansk diplomat och officer.
Córdova spelade som ung officer en framträdande roll vid såväl revolutionen 1820 som kontrarevolutionen 1822–23. Han innehade efter 1825 ett flertal olika diplomatiska uppdrag. I striden mot Carlisterna tog han ivrig del, och var en tid överbefälhavare över Isabella II:s trupper.